# Landes-Vieilles-et-Neuves
Landes-Vieilles-et-Neuves är en kommun i departementet Seine-Maritime i regionen Normandie i norra Frankrike. Kommunen ligger i kantonen Aumale som tillhör arrondissementet Dieppe. År 2022 hade Landes-Vieilles-et-Neuves 125 invånare.

## Befolkningsutveckling
Antalet invånare i kommunen Landes-Vieilles-et-Neuves
| Referens: INSEE |